# Jacques Brel et ses chansons
Albums de Jacques Brel
Quand on n'a que l'amour
(1957)
Singles
1. La Foire [N 1]
Sortie : 1953
2. Il peut pleuvoir[N 1]
Sortie : 1954
3. Sur la place [N 2]
Sortie : mai 1955
4. Les Pieds dans le ruisseau[N 1]
Sortie : 1955

Jacques Brel et ses chansons est le premier album de Jacques Brel, il sort en 1954, après que Jacques Canetti a fait venir Brel à Paris pour enregistrer.

## Liste des titres
Textes et musiques : Jacques Brel, sauf indication contraire. La liste des titres est établie d'après l'édition CD fac-similé de 2003 (avec bonus).
| No | Titre                             | Compositeurs               | Durée |
| -- | --------------------------------- | -------------------------- | ----- |
| 1. | La Haine                          |                            | 1:53  |
| 2. | Grand Jacques (c'est trop facile) |                            | 1:47  |
| 3. | Il pleut (Les Carreaux)           | Jacques Brel & Glen Powell | 2:33  |
| 4. | Le Diable (ça va)                 |                            | 2:24  |
| 5. | Il peut pleuvoir                  | Jacques Brel & Glen Powell | 1:42  |
| 6. | Il nous faut regarder             |                            | 2:21  |
| 7. | Le Fou du roi                     |                            | 1:55  |
| 8. | C'est comme ça                    |                            | 2:06  |
| 9. | Sur la place                      |                            | 2:48  |

- Bonus

| No  | Titre                              | Compositeurs              | Durée |
| --- | ---------------------------------- | ------------------------- | ----- |
| 10. | S'il te faut (extrait EP 1955)     |                           | 2:04  |
| 11. | La Bastille (extrait EP 1955)      |                           | 2:56  |
| 12. | Prière païenne (extrait EP 1956)   |                           | 2:33  |
| 13. | Il y a (1953)                      |                           | 2:19  |
| 14. | La Foire (1953)                    | Jacques Brel & Lou Logist | 3:21  |
| 15. | Sur la place (version longue 1961) |                           | 3:36  |

## Musiciens
André Grassi et son orchestre.

## Production
- Arrangements et direction musicale : André Grassi (pistes 1–9), Glen Powell (pistes 13–14), Michel Legrand (piste 10), André Popp (piste 11–12), François Rauber (piste 15)
- Prise de son : ?
- Production exécutive : Jacques Canetti
- Crédits visuels : Henri Guilbaud